# Hidișelu de Jos
Hidișelu de Josⓘ – wieś w Rumunii, w okręgu Bihor, w gminie Hidișelu de Sus. W 2011 roku liczyła 647 mieszkańców.